# MV Arctic Sea

Recorrido realizado por el buque mercante Arctic Sea durante el incidente que protagonizó en julio y agosto de 2009.

El MV Arctic Sea es un buque mercante de carga que se informó como desaparecido desde finales de julio a mediados de agosto de 2009 durante el trayecto entre Finlandia y Argelia. El barco es propiedad de la empresa Arctic Sea Ltd. con sede en Malta y es operado por Solchart Management AB, con sede en Helsinki.
El 24 de julio de 2009, el Arctic Sea fue abordado por supuestos secuestradores en el Mar Báltico, entre las islas de Öland y Gotland, cuando llevaba un cargamento de madera. Este incidente no fue informado de inmediato y todo contacto con el barco se perdió entre los días 30 y 31 de julio, fecha en el que debía llegar al puerto de Bejala, en Argelia. El 14 de agosto se informó a la opinión pública que el barco se encontraba cerca de las islas de Cabo Verde y el 17 de agosto es abordado por un buque de la Armada rusa.

## El incidente
El barco, con una tripulación de 15 personas de nacionalidad rusa, transportaba madera por valor de más de 1,3 millones de euros desde la ciudad de Jakobstad, en Finlandia, a Bejaia, Argelia. Los 6.700 metros cúbicos de maderra serrada fueron vendidos a una joint venture compuesta por Stora Enso Oyj y UPM-Kymmene Oyj. El buque se encontraba cerca de Gotland, en Suecia, cuando presuntamente fue abordado en las primeras horas del 24 de julio de 2009 por un grupo de entre ocho y diez hombres que se acercaron con un bote inflable indicando que eran policías. En un primer momento, el propietario del buque dijo que había hablado con el capitán del barco, y este le indicó que los intrusos afirmaron ser policías, que detuvieron a la tripulación, buscaron en el barco y después se marcharon dejando a algunos miembros de la tripulación heridos. Ante ello, el gobierno sueco confirmó que ninguna fuerza policial intervino en el abordaje del mercante y que se realizaría una investigación.
Sin embargo, los informes tras el descubrimiento del barco indicaron que gran parte de la información en relación con el secuestro, incluido la noticia sobre que los secuestradores habían abandonado el barco el 24 de julio, fueron dadas por la tripulación bajo coacción o fue información ofrecida de forma deliberadamente errónea por parte de las autoridades. Así, un portavoz de la Comisión Europea dijo que el hecho no tenía nada que ver con actos de piratería o robo a mano armada en el mar.

## La desaparición
La  Maritime and Coastguard Agency británica contactó por última vez por radio con el buque cuando cruzaban el Paso de Calais, el 28 de julio. La comunicación no mostró nada extraordinario, aunque las autoridades británicas mostraron su idea de que la tripulación no fue coaccionada por los secuestradores para no dar la alarma. El buque continuó enviando la señal de identificación automática hasta el 30 de julio. Un portavoz de la policía sueca confirmó que uno de sus investigadores contactó por teléfono con un miembro de la tripulación el 31 de julio, pero se negó a revelar su naturaleza. No hubo ninguna comunicación más con el barco hasta que se advirtió de que la nave no había llegado a Bejaia en la fecha prevista de llegada, el 5 de agosto. La última señal del Arctic Sea recogida por los radares costeros fue cerca de Brest, en Francia. Días más tarde un avión guardacostas portugués observó el barco cerca de la costa de Portugal. El buque nunca fue visto cruzando el Estrecho de Gibraltar por lo que se emitió una alerta por secuestro por la Interpol el 3 de agosto.
La Armada rusa envió buques de guerra de su flota del Mar Negro con el fin de encontrar el barco y Portugal también llevó a cabo una operación similar.

## El descubrimiento
El 14 de agosto el buque fue avistado frente a Cabo Verde. La fragata rusa Ladny de clase Krivak se dirigió a la zona para su detención y mientras tanto, un oficial militar anónimo dijo que el buque había sido encontrado, pero que la ubicación se mantiene en secreto por razones de seguridad, sin aclarar nada más.
El ministro de Defensa ruso anunció el 17 de agosto que el buque se había encontrado frente a las islas de Cabo Verde, que los 15 miembros de la tripulación estaban bien y que fueron trasladados a la fragata rusa Ladny para ser interrogados. El embajador ruso ante la OTAN, Dmitry Rogozin, informó que el 17 de agosto se suministró deliberadamente información falsa a los medios de comunicación para que no poner en peligro las operaciones que se estaban realizando. Posteriormente la tripulación fue trasladada en avión a Moscú y el barco se dirigía al Mar Negro.

## Las investigaciones
El 15 de agosto, la policía finlandesa emitió una declaración acerca de su investigación, en cooperación con autoridades de Malta y Suecia. La policía confirmó que había exigido un rescate pero no reveló ningún detalle, citando las posibles amenazas a la vida y la seguridad de los tripulantes. Los propietarios del buque alegaron que no habían recibido ninguna demanda de rescate. El responsable de seguridad ruso de la agencia de seguros Renaissance Insurance Group informó a la prensa el 18 de agosto que recibió una llamada de teléfono de una persona a su oficina el 3 de agosto en la cual afirmaba llamar en nombre de los secuestradores y exigía 1,5 millones de euros o hundirían el barco y matarían a la tripulación.
Tras el descubrimiento de la embarcación, la Malta Maritime Authority declaró que un comité de seguridad maltés, finés y sueco tenía conocimiento de la ubicación del buque en todo momento pero que retuvieron la información para proteger a la tripulación.
El 18 de agosto el ministro de Defensa ruso dijo que ocho secuestradores habían sido detenidos. Todos los secuestradores eran al parecer miembros del crimen ruso organizado, cuatro de ellos ciudadanos de Estonia, Letonia y otros dos rusos. La policía estonia informó el 20 de agosto que seis de los presuntos secuestradores eran residentes en Estonia - un estonio, dos ciudadanos rusos y tres personas de nacionalidad indefinida. Según el ministro de Defensa ruso, los secuestradores se acercaron al buque el 24 de julio en una lancha hinchable a motor avisando de un supuesto problema y su tripulación fue ayudada a subir a bordo. En la noche del 18 de agosto, ningún miembro de la tripulación se puso en contacto con sus familias y las solicitudes de información y la identidad de sus ciudadanos detenidos por autoridades de Letonia y Estonia quedaron sin respuesta. También se informó de que no sólo los secuestradores habían sido detenidos, sino también los miembros de la tripulación. Las autoridades rusas han denegado cualquier reclamación. Según el derecho internacional, las personas detenidas en aguas internacionales son juzgados de acuerdo a las leyes del país que los detiene, y según los acuerdos diplomáticos entre Rusia y los países bálticos, el país que ejerce el arresto tiene tres días para notificar la detención al país del detenido.

## Las especulaciones
Varias dudas han sido planteadas por diversas fuentes en relación con la actitud de las autoridades rusas, las circunstancias del supuesto secuestro y los eventos que ocurrieron, así como la naturaleza de la carga del buque. Los aspectos inusuales del secuestro del Arctic Sea fueron señalados por la Comisión Europea y por los medios de comunicación. Esto ha dado lugar a muchas especulaciones sobre la naturaleza de la operación y la verdadera carga que transportaba el barco.
Ante la versión oficial rusa del secuestro del Arctic Sea, muchos expertos expresaron amplias dudas sobre esta hipótesis en unas aguas muy seguras donde no se ha registrado ningún secuestro desde el siglo XVII. La reacción rusa ante la desaparición del barco fue rápida y se involucró a varios buques y aviones de guerra bajo una operación que terminó con el abordaje del barco en aguas alejadas de cualquier país europeo. Algunas fuentes especulan que el Arctic Sea, antes de cargar su mercancía de madera en Finlandia, estuvo atracado en un puerto de Kaliningrado para su reparación y es allí donde pudo cargar armamento de contrabando con destino a países como Siria o Irán. Un alto funcionario de Israel, presuntamente allegado a los servicios de inteligencia, dijo a la BBC a principios de septiembre que su país estuvo detrás de la misteriosa desaparición del buque.